# WTA Cleveland 1973
Il WTA Cleveland 1973 è stato un torneo di tennis giocato sul cemento. È stata la 1ª edizione del torneo, che fa parte Women's International Grand Prix 1973. Si è giocato a Cleveland negli USA, dal 23 al 29 luglio 1973.

## Campionesse

### Singolare
Chris Evert ha battuto in finale  Linda Tuero con il punteggio di 6–0, 6–0

### Doppio
Pat Walkden /  Ilana Kloss hanno battuto in finale  Janice Metcalf /  Laurie Tenney con il punteggio di 1–6, 7–6, 6–1